# Suore della compagnia di Sant'Orsola della Santa Vergine
Le Suore della Compagnia di Sant'Orsola della Santa Vergine, dette di Tours (in francese Sœur de la Compagnie de Sainte-Ursule de la Très Sainte Vierge), sono un istituto religioso femminile di diritto pontificio.

## Storia
La congregazione trae origine dalla Compagnia di Sant'Orsola fondata nel 1603 a Dole da Anne de Xainctonge. Nel 1784 entrò come suora nel convento di Dole Claudine Roland de Bussy, ma pochi anni dopo, con la Rivoluzione francese, la congregazione venne soppressa e le religiose disperse. La Roland de Bussy tornò in famiglia e si trasferì a Parigi: nel 1801 la congregazione di Dole venne ristabilita, ma lei non poté farvi ritorno.
Nel 1814 Louis-Mathias de Barral, arcivescovo di Tours, le propose di assumere la direzione di una scuola nella sua città vescovile: la Roland de Bussy accettò l'offerta e si stabilì a Tours con alcune compagne, assieme alle quali diede inizio a una nuova congregazione con lo stesso carisma della Compagnia di Sant'Orsola di Anne de Xaictonge. Per evitare confusioni con istituti omonimi, le religiose di Tours inserirono nel titolo il riferimento alla Vergine; la congregazione ottenne dalla Santa Sede il riconoscimento di istituzione diritto pontificio nel 1899.
A causa delle leggi antigongregazioniste francesi del 1901 le suore lasciarono la Francia e fondarono comunità negli Stati Uniti d'America (1902), in Italia (1904), in Belgio (dove venne trasferita la casa madre) e nei Paesi Bassi (1911): poterono tornare in patria nel 1920 e nel 1956 aprirono la prima filiale nel Katanga.

## Attività e diffusione
Le Orsoline di Tours si dedicano prevalentemente all'istruzione e all'educazione cristiana della gioventù. La loro spiritualità è improntata all'insegnamento di Ignazio di Loyola e le loro costituzioni ricalcano quelle redatte da Anne de Xainctonge nel 1623; dal 1965 appartengono alla federazione delle Orsoline della Xainctonge (insieme alle religiose delle compagnie di Dole, Friburgo, Briga, Sion, Friburgo in Brisgovia e Villingen).
Oltre che in Francia, sono presenti negli Stati Uniti d'America e in Repubblica Democratica del Congo; la sede generalizia è a Saint-Cyr-sur-Loire.
Al 31 dicembre 2005, la congregazione contava 89 religiose in 17 case.